# Dolmeni Gochanga, Hwasuna i Ganghwadoa
Lokaliteti Gochang, Hwasun i Ganghwa (hangul: 고창 / 화순 / 강화지석묘군; hanja: 高敞 / 和順 / 江華支石墓群) su arheološki lokaliteti na kojima se nalazi više stotina dolmena koji su podignuti kao nadgrobni spomenici i ritualna obilježja tijekom 1. tisućljeća pr. Kr., kada je megalitska kultura bila dominantna na korejskom poluotoku. Na ova tri lokaliteta nalazi se skoro 40% svih dolmena na svijetu zbog čega su dolmeni Gochanga, Hwasuna i Ganghwa upisani na UNESCO-ov popis mjesta svjetske baštine u Aziji 1995. godine.
Uporaba megalita se povezuje s nastankom novih tehnika i očituje se u njihovom poravnanju (Carnac u Francuskoj) ili organiziranje u ritualnim krugovima, kao što su Stonehenge i Neolitski Orkney u Velikoj Britaniji, te grobne komore, kao što su one Brú na Bóinne (Irska) te kamene grobnice u zapadnoj Africi.
Megaliti u istočnoj Aziji se nalaze uglavnom u zapadnoj Kini (Tibet, Sečuan, Gansu) i obalnom području Kineskog mora (poluotok Shandong i japanski sjeverozapadni dio Kyushua).
Čini se kako su se na Korejskom poluotoku pojavili u brončanom dobu. Skupina Chungnim-ri u Koch'angu je prema arheološkim podacima datirana oko 7. stoljeća pr. Kr. Izgradnja južnokorejskih dolmena je prekinuta u 3. stoljeću pr. Kr., dok su megaliti Hwasuna podignuti oko 6. i 5. stoljeća pr. Kr. 
Oni se dijele u dvije skupine:
- sjeverni tip s četiri bočna kamena s ulogom zidova i jedinstvenim trilitom koji ga pokriva s gornje strane čineći oblik kutije;
- južni tip s grobnicom iznad koje stoje dva visoka megalita na kojima je trilit postavljen poput kape.

### Gochang
Ovo je najveći i najstariji lokalitet s najrazličitijim oblicima dolmena. Zabilježenih 442 dolmena skupnine Jungnim-ri se nalaze u podnožju brda, visokog 15-50 m, u smjeru istok-zapad, u selu Maesan u općini Gochang, županija Sjeverna Jeolla. Većinom su dugi od 1 do 5,8 m, i imaju težinu do 225 tona. Vjeruje se kako su nastali u 7. stoljeću pr. Kr.

### Hwasun
Dolmeni u općini Hwasun (Južna Jeolla) se nalaze na padini brda iznad rijeke Jiseokgang. U skupini Hyosan-ri nalazi se 158 dolmena, a u skupini Dasin-ri njih 129. Oni su slabije sačuvani jer su neka kamenja služila kao izvor kamena za lokalne stanovnike. Vjeruje se kako su nastali u 6. stoljeću pr. Kr.

### Ganghwa
Većina dolmena se nalazi na vosokom brdu otoka Ganghwa u istoimenoj općini (županija Incheon). Kako dolmeni skupina Bugeun-ri (부근리) i Gocheon-ri (고천리) izgledaju najjednostavnije, vjeruje se kako se radi o najstarijim dolmenima u Južnoj Koreji. Najznamenitiji dolmen ima promjer 2,6 × 7,1 × 5,5 metara i vjerojatno teži od 150 do 225 tona (slika desno).

## Poveznice
- Dolmen
- Megalitska kultura

## Vanjske poveznice
- Cultural Heritage (engl.)
- Korean National Heritage Online  Arhivirana inačica izvorne stranice od 24. ožujka 2007. (Wayback Machine) (engl.)
- Asian Historical Architecture: Seokguram (engl.)